# Coup de crosse

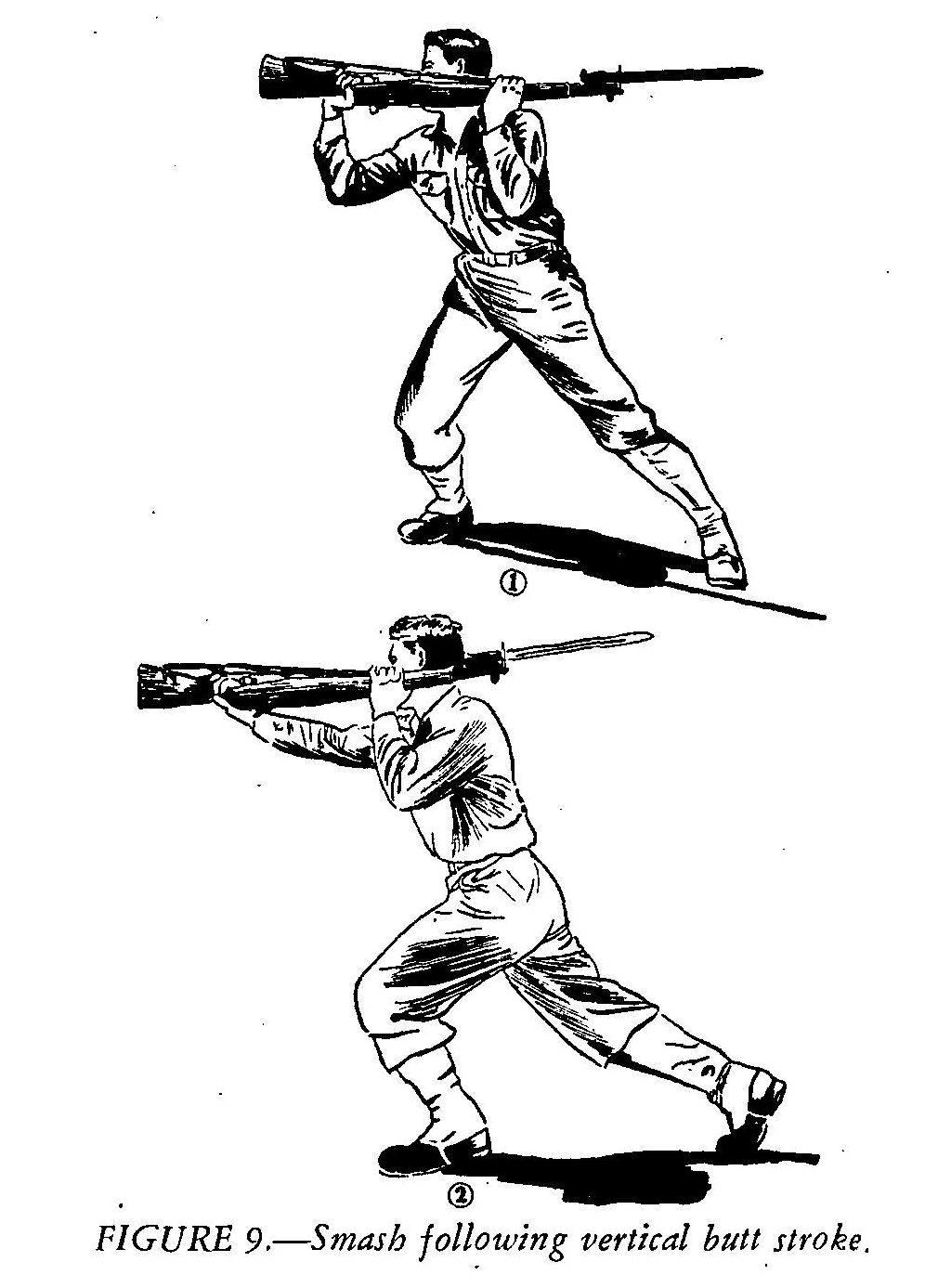
Illustration d'un coup de crosse à la verticale.

Un coup de crosse (buttstroke en anglais) est le fait de frapper quelqu'un avec la crosse d'une carabine, d'un fusil de chasse ou d'une autre arme longue. Il s'agit d'un cas courant d'utilisation d'une arme à feu comme arme contondante. Le coup de crosse fait partie des principales techniques offensives avec le fusil et la baïonnette en combat rapproché et est la méthode recommandée en combat rapproché si le carabinier n'a pas de baïonnette ou d'arme de poing à sa disposition,.

## Efficacité
Malgré les changements technologiques, les soldats modernes continuent de signaler que le combat rapproché est une pratique courante sur le terrain, les soldats soulignant l'importance de l'entraînement au grappin et à l'utilisation des armes dans le combat rapproché.

## Technique
Le coup de crosse est utilisé par divers combattants, souvent entraînés dans une série de mouvements de transition afin d'éviter les mouvements inutiles et de s'assurer que l'agresseur est en mesure d'effectuer des attaques répétées ou de parer ou de se protéger rapidement après une tentative ratée. Le coup de crosse peut être combiné avec des coups de pied et de genou dans la partie inférieure du corps de l'adversaire afin d'accroître l'efficacité et de varier les voies d'attaque,.
Le coup de crosse comporte le risque d'endommager l'arme et, selon certaines écoles de pensée, est considéré comme une méthode de dernier recours, recommandant l'utilisation d'une baïonnette, si possible, lors d'un combat rapproché. Même si l'on s'appuie principalement sur la baïonnette, un coup de crosse peut toujours s'avérer efficace comme mouvement de transition après une charge à la baïonnette ratée, en amenant la crosse de l'arme dans un mouvement vertical vers le haut dans l'aine du combattant.
Une partie de l'entraînement au coup de crosse consiste à frapper des mannequins rembourrés et à effectuer des exercices avec des partenaires afin d'éviter d'endommager son arme,,.